# Otročín
Otročín (en allemand : Landek) est une commune du district et de la région de Karlovy Vary, en République tchèque. Sa population s'élevait à 436 habitants en 2020.

## Géographie
Otročín se trouve à 23 km au sud de Karlovy Vary et à 111 km à l'ouest de Prague.
La commune est limitée par Nová Ves au nord-ouest, par Bečov nad Teplou, Chodov et Krásné Údolí au nord, par Útvina et Toužim à l'est, par Teplá au sud et à l'ouest.

## Histoire
La première mention écrite de la localité date de 1233.